# Brie (Charente)
Pour les articles homonymes, voir Brie.
Brie, appelé autrefois Brie-la-Rochefoucauld, est une commune du Sud-Ouest de la France, située dans le département de la Charente (région Nouvelle-Aquitaine).
Elle fait partie du Grand Angoulême. Ses habitants sont appelés les Briauds et les Briaudes.

## Géographie

### Localisation et accès
Brie est une commune située à 12 km au nord-est d'Angoulême, faisant partie de son aire urbaine.
Brie est aussi situé à 3,7 km au nord de Champniers, 6,7 km de Ruelle, 11 km à l'ouest de La Rochefoucauld, le chef-lieu de son canton.
La commune est traversée par la D 12, route d'Angoulême à Chasseneuil, qui passe légèrement à l'est du bourg. Le bourg est desservi par la D 91 qui se dirige au nord-est vers Jauldes. La D 105 traverse le sud de la commune et relie Champniers à la N 141 direction Limoges (les Frotards et les Frauds). La D 113, à l'est, relie Anais aux Frauds et la N 141. La D 388 part du bourg de Brie vers les Favrauds et le Puy de Nanteuil.
La N 141, route de Saintes à Limoges par Angoulême et maillon de la route Centre-Europe Atlantique limite la commune au sud-est.
La N 10 entre Angoulême et Poitiers passe à l'ouest de la commune, à 4 km du bourg ; on y accède par l'échangeur de la Touche d'Anais (D 11) au nord ou de Champniers-les Chauvauds au sud.
L'aéroport international Angoulême-Cognac, appelé aussi aéroport d'Angoulême-Brie-Champniers, occupe une partie sud de la commune.

### Hameaux et lieux-dits
Brie compte de nombreux hameaux importants, d'autant plus qu'ils se sont étendus à cause de l'urbanisation d'Angoulême ces 20 dernières années. On peut citer, du sud au nord, les Rassats, les Frauds, les Frotards, la Prévôterie, la Simarde (à cheval sur Champniers), la Jauvigère, le Temple, etc.

### Communes limitrophes
| Anais      | Jauldes | Agris, Rivières               |
| Champniers | Brie    | La Rochefoucauld-en-Angoumois |
| Ruelle     | Mornac  |                               |

### Géologie et relief
Le sol de la commune est constitué de calcaire datant du Jurassique supérieur (Oxfordien dans une petite partie nord-est et Kimméridgien ailleurs), et fait partie du karst de La Rochefoucauld. Quelques zones de grèzes et colluvions datant du Quaternaire parsèment aussi le territoire, comme à la Jauvigère à l'est ou au bois de Fontfaye à l'ouest,,,.
La Grande Fosse, remarquable gouffre profond de 50 m et d'un diamètre de 120 m, est situé en limite de commune avec Jauldes au nord.
Le relief de la commune est celui d'un plateau légèrement incliné vers l'ouest, d'une altitude moyenne de 130 m, avec une crête nord-sud entre les Frauds et la Jauvigère dominant la forêt de la Braconne à l'est. Le point culminant est à une altitude de 167 m, situé à l'est du bourg sur cette crête près de la Jauvigère (château d'eau). De nombreuses combes parcourent ce plateau et se dirigent vers l'ouest. Le point le plus bas est à 68 m, situé à la Grande Fosse. Le bourg, tapis dans un vallon, est à environ 110 m d'altitude.

### Hydrographie

#### Réseau hydrographique

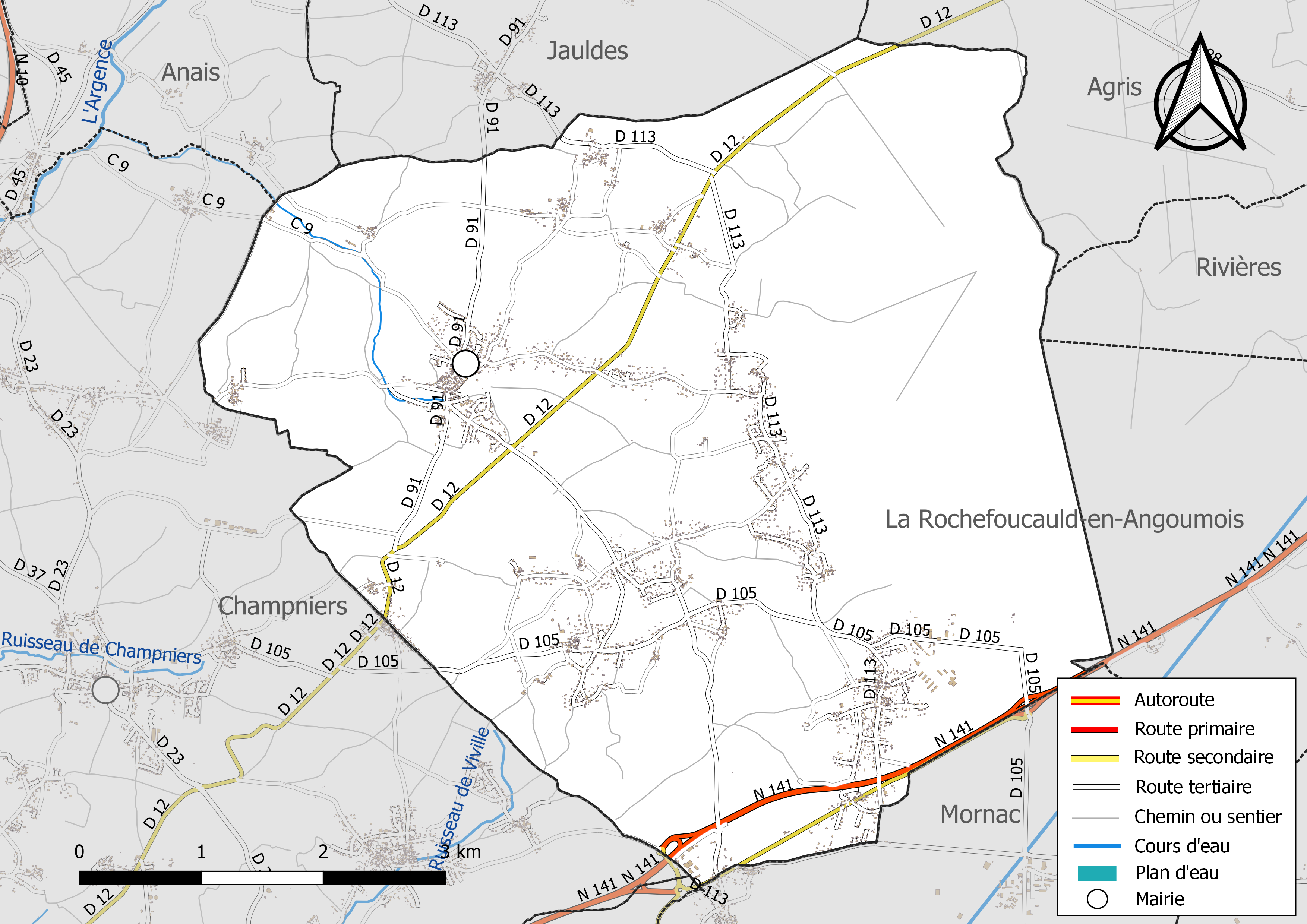
Réseaux hydrographique et routier de Brie.

La commune est située dans le bassin versant de la Charente au sein  du Bassin Adour-Garonne. Elle est drainée par des petits cours d'eau, qui constituent un réseau hydrographique de 3 km de longueur totale,.
L'Étang est un ruisseau temporaire qui passe au bourg et occupe le fond d'une combe, se dirigeant vers l'ouest et alimentant les modestes sources de l'Argence près de Churet.

#### Gestion des cours d'eau
Le territoire communal est couvert par le schéma d'aménagement et de gestion des eaux (SAGE) « Charente ». Ce document de planification, dont le territoire correspond au bassin de la Charente, d'une superficie de 9 300 km2, a été approuvé le 19 novembre 2019. La structure porteuse de l'élaboration et de la mise en œuvre est l'établissement public territorial de bassin Charente. Il définit sur son territoire les objectifs généraux d’utilisation, de mise en valeur et de protection quantitative et qualitative des ressources en eau superficielle et souterraine, en respect des objectifs de qualité définis dans le troisième SDAGE  du Bassin Adour-Garonne qui couvre la période 2022-2027, approuvé le 10 mars 2022.

### Climat
Le climat est océanique aquitain et semblable à celui de la ville de Cognac où est située la station météorologique départementale.
La station météorologique de Météo-France installée sur la commune et en service de 1991 à 2011 permet de connaître en continu l'évolution des indicateurs météorologiques. Le tableau détaillé pour la période 1981-2010 est présenté ci-après.
| Mois                                  | jan.            | fév.            | mars           | avril         | mai             | juin          | jui.            | août           | sep.          | oct.            | nov.            | déc.           | année      |
| ------------------------------------- | --------------- | --------------- | -------------- | ------------- | --------------- | ------------- | --------------- | -------------- | ------------- | --------------- | --------------- | -------------- | ---------- |
| Température minimale moyenne (°C)     | 2,6             | 2,7             | 4,5            | 6,4           | 10              | 13            | 14,5            | 14,7           | 11,8          | 9,7             | 5,2             | 2,8            | 8,2        |
| Température moyenne (°C)              | 5,8             | 6,7             | 9,4            | 11,6          | 15,7            | 19            | 20,7            | 20,9           | 17,4          | 14              | 8,7             | 5,9            | 13         |
| Température maximale moyenne (°C)     | 9               | 10,7            | 14,3           | 16,9          | 21,3            | 25,1          | 27              | 27,2           | 23            | 18,4            | 12,2            | 9              | 17,9       |
| Record de froid (°C) date du record   | −9,3 02.01.1997 | −7,9 22.02.1996 | −10,1 01.03.05 | −3 04.04.1996 | 0,6 08.05.1997  | 4,2 01.06.06  | 7,3 12.07.00    | 6,7 28.08.1998 | 3,1 25.09.02  | −3,5 30.10.1997 | −7,4 22.11.1998 | −10,5 19.12.09 | −10,5 2009 |
| Record de chaleur (°C) date du record | 17,4 05.01.1999 | 22,8 15.02.1998 | 26,9 20.03.05  | 30,7 30.04.05 | 35,9 14.05.1992 | 37,7 22.06.03 | 38,4 20.07.1995 | 40,7 07.08.03  | 35,7 03.09.05 | 29,4 01.10.1997 | 22,1 11.11.1995 | 19,2 07.12.00  | 40,7 2003  |
| Précipitations (mm)                   | 74              | 52,7            | 56,2           | 66,3          | 67,3            | 60,3          | 54,9            | 57,8           | 71,6          | 72,4            | 91,4            | 84,8           | 809,7      |

### Végétation
La forêt de la Braconne occupe la partie orientale de la commune, avec le camp militaire du 515e régiment du train.

### Limite dialectale
La commune est dans la langue d'oïl, et marque la limite avec le domaine occitan (à l'est).

## Urbanisme

### Typologie
Au 1er janvier 2024, Brie est catégorisée commune rurale à habitat dispersé, selon la nouvelle grille communale de densité à 7 niveaux définie par l'Insee en 2022.
Elle est située hors unité urbaine. Par ailleurs la commune fait partie de l'aire d'attraction d'Angoulême, dont elle est une commune de la couronne,. Cette aire, qui regroupe 94 communes, est catégorisée dans les aires de 50 000 à moins de 200 000 habitants,.

### Occupation des sols
L'occupation des sols de la commune, telle qu'elle ressort de la base de données européenne d’occupation biophysique des sols Corine Land Cover (CLC), est marquée par l'importance des territoires agricoles (48,4 % en 2018), en diminution par rapport à 1990 (50,9 %). La répartition détaillée en 2018 est la suivante : 
terres arables (36,3 %), forêts (32,9 %), zones urbanisées (13,2 %), zones agricoles hétérogènes (12,1 %), zones industrielles ou commerciales et réseaux de communication (2,5 %), milieux à végétation arbustive et/ou herbacée (2,2 %), espaces verts artificialisés, non agricoles (0,7 %). L'évolution de l’occupation des sols de la commune et de ses infrastructures peut être observée sur les différentes représentations cartographiques du territoire : la carte de Cassini (XVIIIe siècle), la carte d'état-major (1820-1866) et les cartes ou photos aériennes de l'IGN pour la période actuelle (1950 à aujourd'hui).

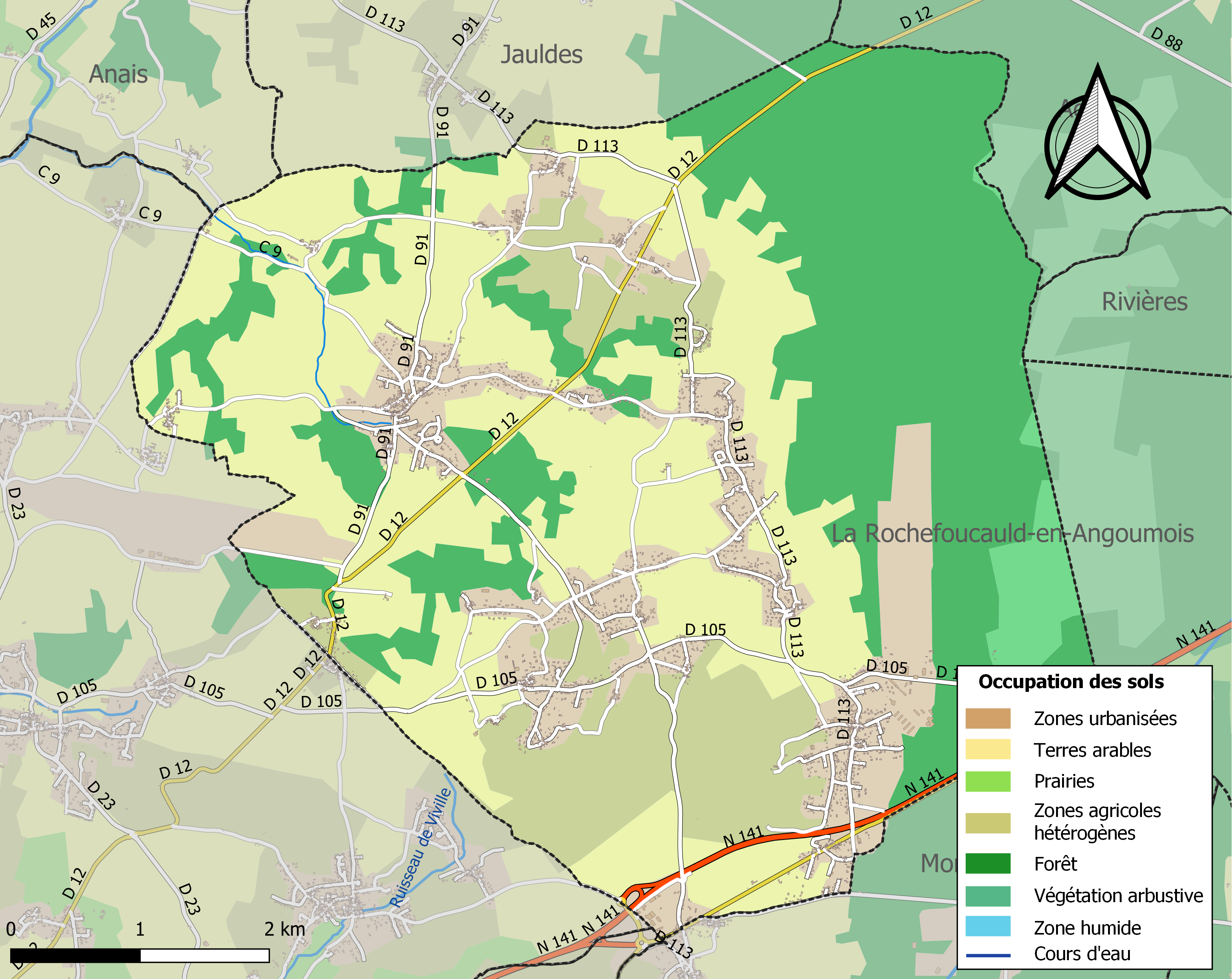
Carte des infrastructures et de l'occupation des sols de la commune en 2018 (CLC).

### Risques majeurs
Le territoire de la commune de Brie est vulnérable à différents aléas naturels : météorologiques (tempête, orage, neige, grand froid, canicule ou sécheresse), feux de forêts, mouvements de terrains et séisme (sismicité modérée). Il est également exposé à un risque technologique, le transport de matières dangereuses. Un site publié par le BRGM permet d'évaluer simplement et rapidement les risques d'un bien localisé soit par son adresse soit par le numéro de sa parcelle.

#### Risques naturels
Brie est exposée au risque de feu de forêt du fait de la présence sur son territoire des forêts domaniales de Bois Blanc et de la Braconne. Un plan départemental de protection des forêts contre les incendies (PDPFCI) a été élaboré pour la période 2017-2026, faisant suite à un plan 2007-2016. Les mesures individuelles de prévention contre les incendies sont précisées par divers arrêtés préfectoraux et s’appliquent dans les zones exposées aux incendies de forêt et à moins de 200 mètres de celles-ci. L’arrêté du 3 mai 2016 règlemente l'emploi du feu en interdisant notamment d’apporter du feu, de fumer et de jeter des mégots de cigarette dans les espaces sensibles et sur les voies qui les traversent sous peine de sanctions. L'arrêté du 27 décembre 2019 rend le débroussaillement obligatoire, incombant au propriétaire ou ayant droit,,,.

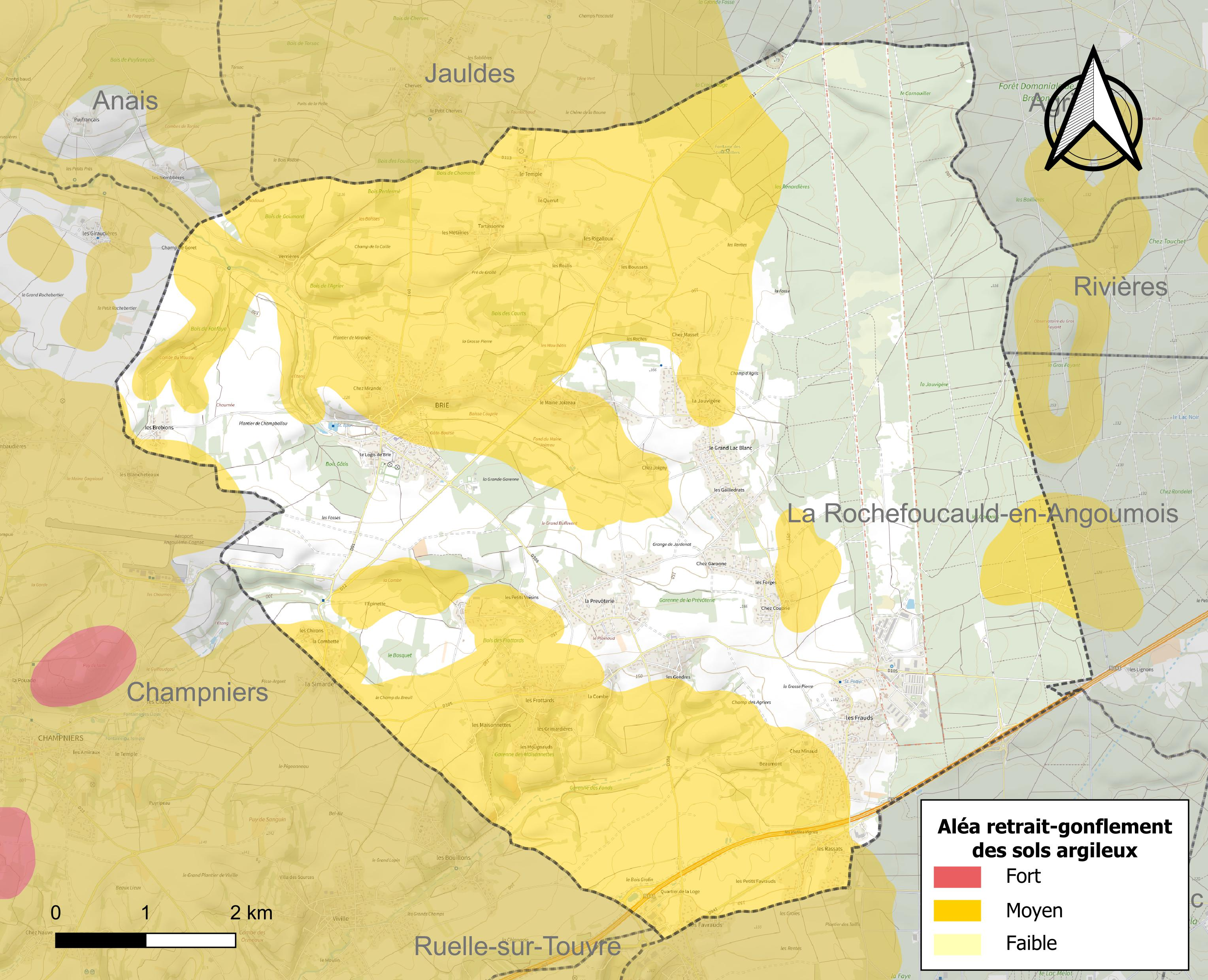
Carte des zones d'aléa retrait-gonflement des sols argileux de Brie.

Les mouvements de terrains susceptibles de se produire sur la commune sont des affaissements et effondrements liés aux cavités souterraines (hors mines), des éboulements, chutes de pierres et de blocs et des glissements de terrain. Par ailleurs, afin de mieux appréhender le risque d’affaissement de terrain, l'inventaire national des cavités souterraines permet de localiser celles situées sur la commune.
Le retrait-gonflement des sols argileux est susceptible d'engendrer des dommages importants aux bâtiments en cas d’alternance de périodes de sécheresse et de pluie. 48,3 % de la superficie communale est en aléa moyen ou fort (67,4 % au niveau départemental et 48,5 % au niveau national). Sur les 1 671 bâtiments dénombrés sur la commune en 2019, 891 sont en aléa moyen ou fort, soit 53 %, à comparer aux 81 % au niveau départemental et 54 % au niveau national. Une cartographie de l'exposition du territoire national au retrait gonflement des sols argileux est disponible sur le site du BRGM,.
Par ailleurs, afin de mieux appréhender le risque d’affaissement de terrain, l'inventaire national des cavités souterraines permet de localiser celles situées sur la commune.
La commune a été reconnue en état de catastrophe naturelle au titre des dommages causés par les inondations et coulées de boue survenues en 1982, 1983, 1999 et 2008. Concernant les mouvements de terrains, la commune a été reconnue en état de catastrophe naturelle au titre des dommages causés par la sécheresse en 2005 et 2011 et par des mouvements de terrain en 1999.

#### Risques technologiques
Le risque de transport de matières dangereuses sur la commune est lié à sa traversée par une ou des infrastructures routières ou ferroviaires importantes ou la présence d'une canalisation de transport d'hydrocarbures. Un accident se produisant sur de telles infrastructures est susceptible d’avoir des effets graves sur les biens, les personnes ou l'environnement, selon la nature du matériau transporté. Des dispositions d’urbanisme peuvent être préconisées en conséquence.

## Toponymie
Une forme ancienne est Bria en 1110.
D'après Albert Dauzat, l'origine du nom de Brie, comme ceux des autres communes du même nom dans la région, remonterait au gaulois briga signifiant « hauteur, butte ». 
Au cours des XIXe et XXe siècles, Brie s'est appelée informellement Brie-la-Rochefoucauld, du nom de son canton, pour la distinguer des autres communes du même nom en Charente,.

## Histoire
Les registres de l'état civil remontent à 1665.
La famille de Nesmond, illustre famille de l'Angoumois, a longtemps résidé dans la commune et possédé deux logis, au bourg et à la Jauvigère.
Au XIXe siècle, l'administration de la guerre a implanté le champ de tir (appelé alors polygone de tir) dans la forêt de la Braconne, sur près de deux lieues. Il était pourvu en eau potable grâce à une canalisation amenant l'eau des sources de la Touvre. Il était occupé au début du XXe siècle par les différents régiments du 12e corps d'armée.
Pendant la première moitié du XXe siècle, la commune était desservie par la ligne Angoulême à Saint-Angeau des Chemins de fer économiques des Charentes appelée le petit Mairat, à voie métrique, et un arrêt était situé au pied du bourg.

## Démographie

### Évolution démographique
L'évolution du nombre d'habitants est connue à travers les recensements de la population effectués dans la commune depuis 1800. Pour les communes de moins de 10 000 habitants, une enquête de recensement portant sur toute la population est réalisée tous les cinq ans, les populations de référence des années intermédiaires étant quant à elles estimées par interpolation ou extrapolation. Pour la commune, le premier recensement exhaustif entrant dans le cadre du nouveau dispositif a été réalisé en 2007.

En 2022, la commune comptait 4 157 habitants, en évolution de −1,98 % par rapport à 2016 (Charente : −0,48 %, France hors Mayotte : +2,11 %).
| 1800  | 1806  | 1821  | 1831  | 1841  | 1846  | 1851  | 1856  | 1861  |
| ----- | ----- | ----- | ----- | ----- | ----- | ----- | ----- | ----- |
| 1 742 | 1 509 | 1 728 | 2 054 | 1 868 | 1 960 | 2 118 | 1 952 | 1 754 |

| 1866  | 1872  | 1876  | 1881  | 1886  | 1891  | 1896  | 1901  | 1906  |
| ----- | ----- | ----- | ----- | ----- | ----- | ----- | ----- | ----- |
| 1 733 | 1 665 | 1 616 | 1 718 | 1 557 | 1 370 | 1 287 | 1 228 | 1 224 |

| 1911  | 1921  | 1926  | 1931  | 1936  | 1946  | 1954  | 1962  | 1968  |
| ----- | ----- | ----- | ----- | ----- | ----- | ----- | ----- | ----- |
| 1 170 | 1 024 | 1 012 | 1 030 | 1 068 | 1 006 | 1 028 | 1 242 | 1 034 |

| 1975  | 1982  | 1990  | 1999  | 2006  | 2007  | 2012  | 2017  | 2022  |
| ----- | ----- | ----- | ----- | ----- | ----- | ----- | ----- | ----- |
| 1 276 | 1 931 | 2 728 | 2 980 | 3 616 | 3 652 | 4 249 | 4 221 | 4 157 |

### Pyramide des âges
La population de la commune est relativement jeune.
En 2018, le taux de personnes d'un âge inférieur à 30 ans s'élève à 36,9 %, soit au-dessus de la moyenne départementale (30,2 %). À l'inverse, le taux de personnes d'âge supérieur à 60 ans est de 20,9 % la même année, alors qu'il est de 32,3 % au niveau départemental.
En 2018, la commune comptait 2 309 hommes pour 1 918 femmes, soit un taux de 54,63 % d'hommes, largement supérieur au taux départemental (48,41 %).
Les pyramides des âges de la commune et du département s'établissent comme suit.
| Hommes | Classe d’âge | Femmes |
| ------ | ------------ | ------ |
| 0,1    | 90 ou +      | 0,8    |
| 3,6    | 75-89 ans    | 4,6    |
| 15,8   | 60-74 ans    | 17,4   |
| 19,1   | 45-59 ans    | 23,5   |
| 20,8   | 30-44 ans    | 21,3   |
| 24,0   | 15-29 ans    | 14,5   |
| 16,7   | 0-14 ans     | 17,8   |

| Hommes | Classe d’âge | Femmes |
| ------ | ------------ | ------ |
| 1      | 90 ou +      | 2,7    |
| 9,2    | 75-89 ans    | 12     |
| 20,6   | 60-74 ans    | 21,3   |
| 20,7   | 45-59 ans    | 20,3   |
| 16,8   | 30-44 ans    | 16     |
| 15,6   | 15-29 ans    | 13,4   |
| 16,1   | 0-14 ans     | 14,3   |

## Économie

### Agriculture
L'agriculture est principalement céréalière. La viticulture occupe une partie de l'activité agricole. La commune est classée dans les Fins Bois, dans la zone d'appellation d'origine contrôlée du cognac.

### Commerce et industrie

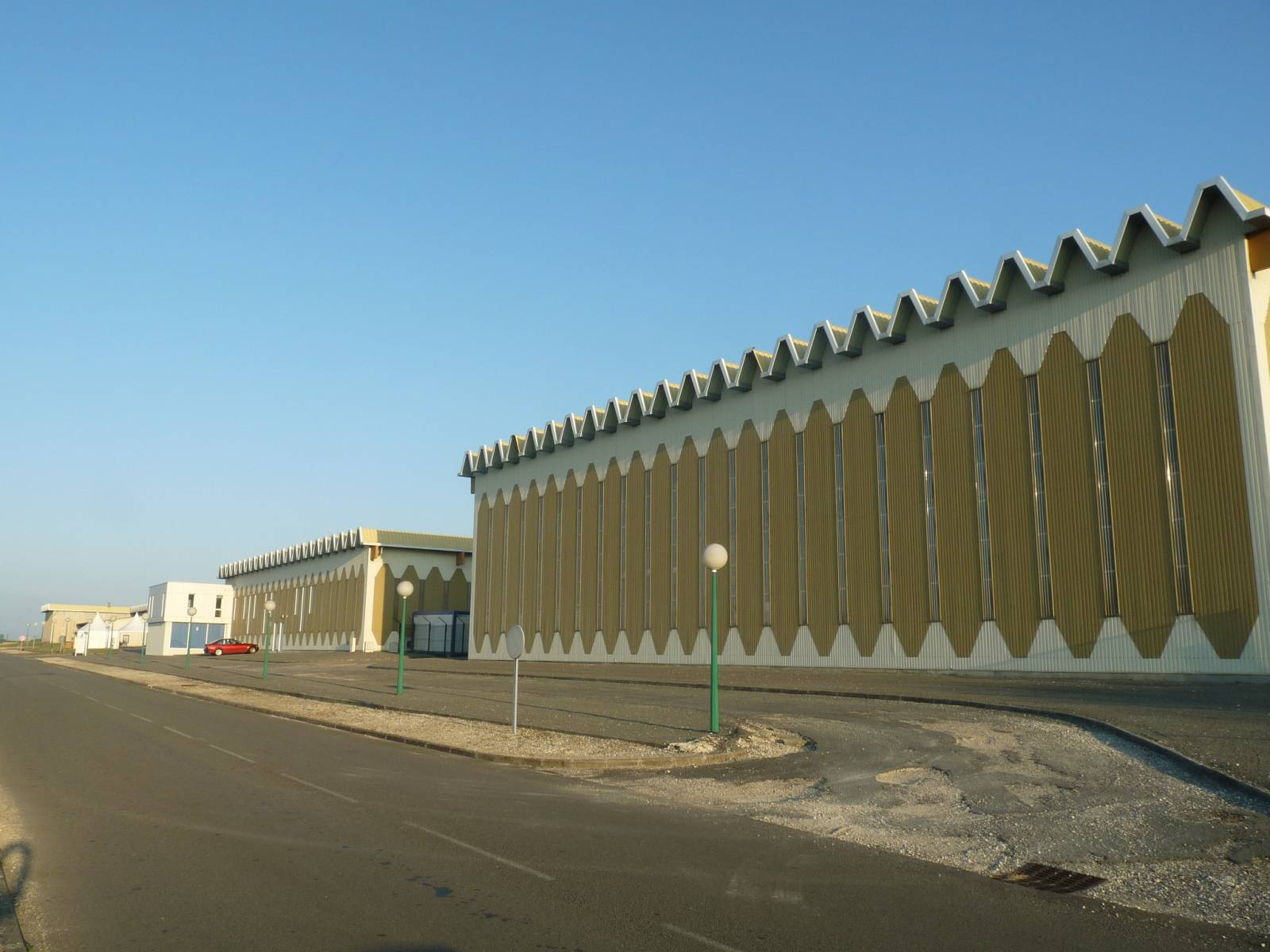
Bâtiment d'accueil de l'aéroport Angoulême-Cognac.

L'aéroport d'Angoulême se trouve en partie sur la commune.

## Équipements, services et vie locale

### Enseignement
Brie accueille deux écoles élémentaires : l'école du bourg, six classes, et l'école de la Prévôterie, cinq classes, ainsi qu'une école maternelle, six classes.
Le secteur du collège est Ruelle (collège Norbert-Casteret).

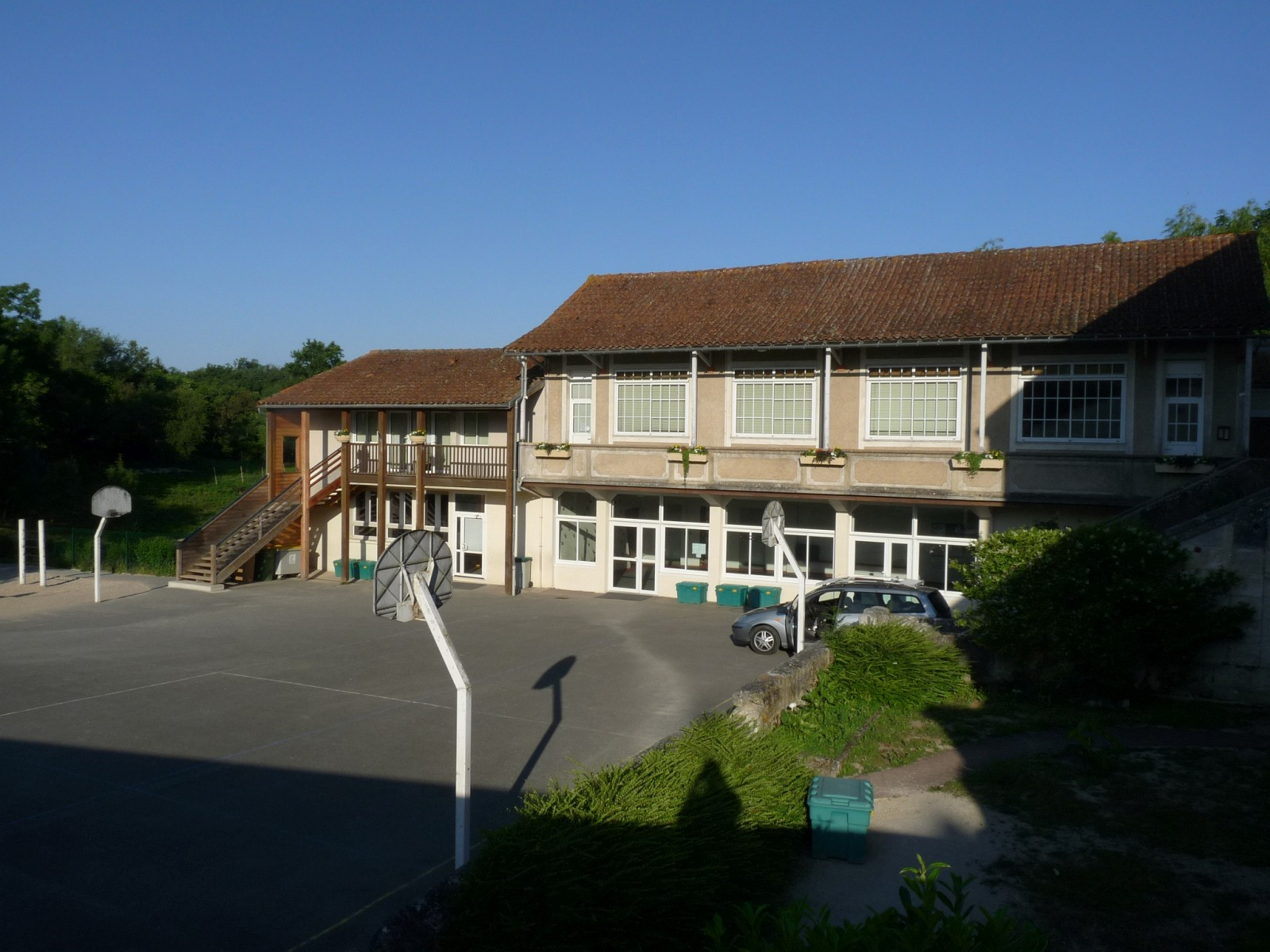
L'école du bourg.
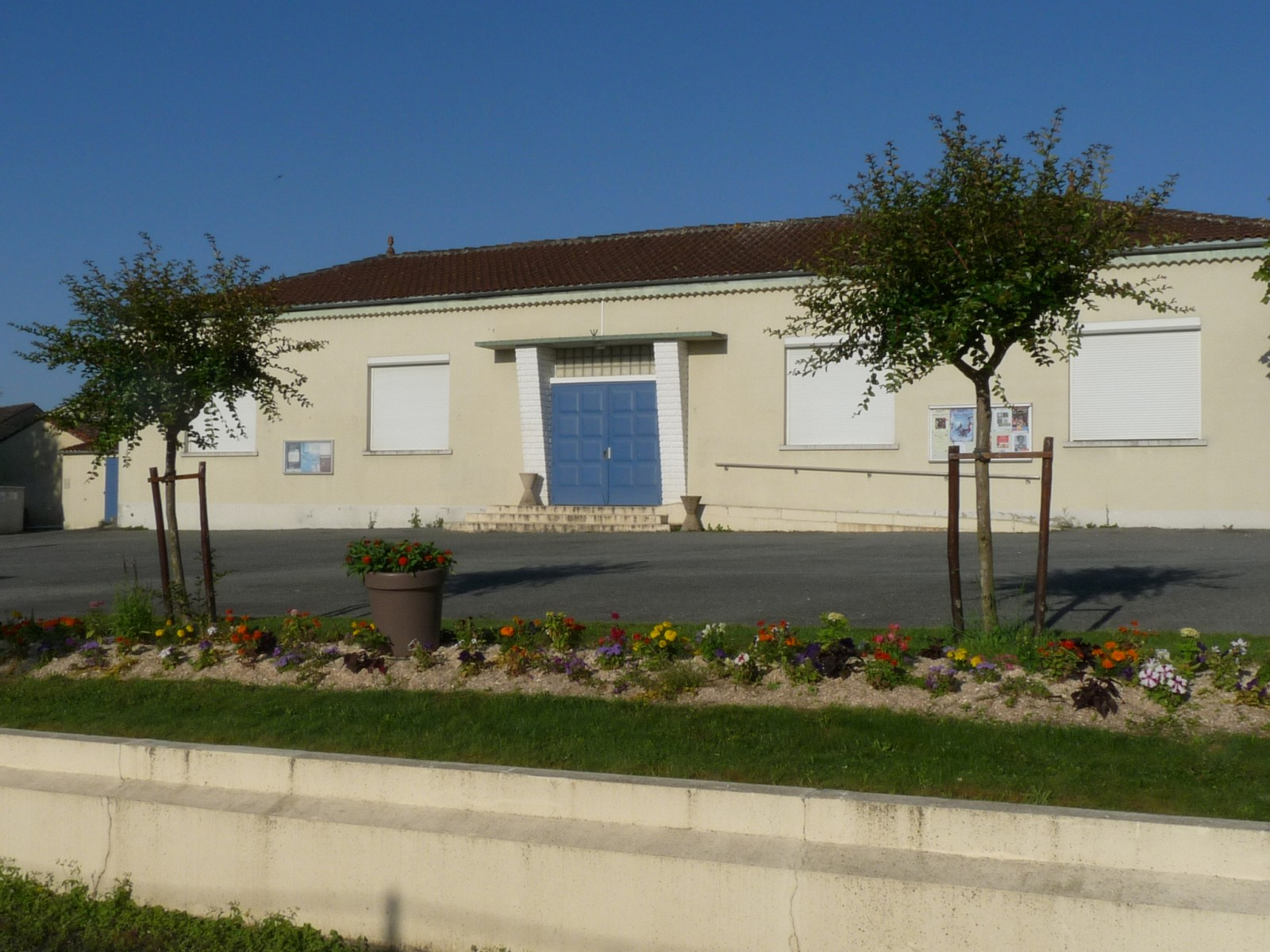
La salle des fêtes.
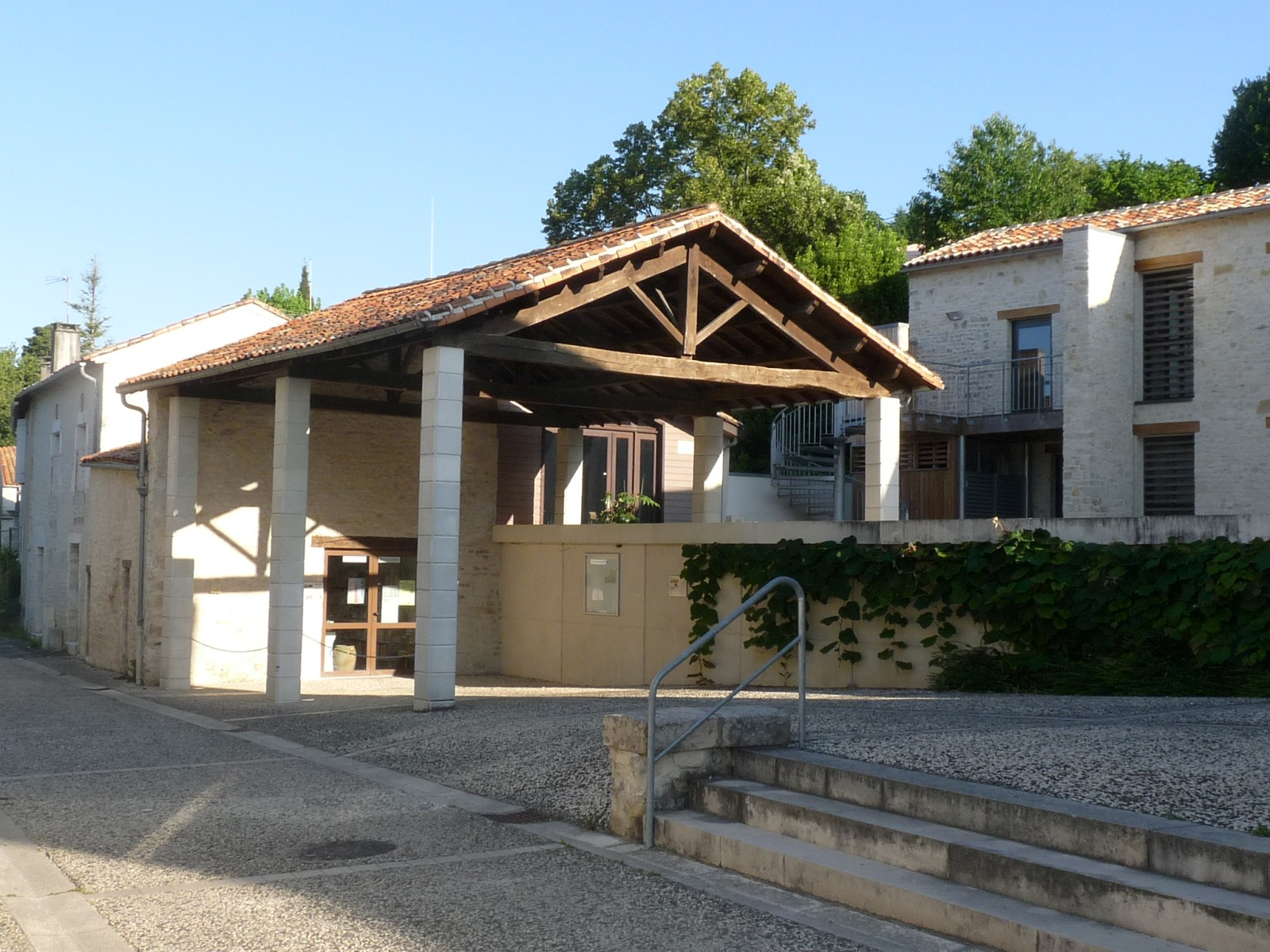
La bibliothèque.

## Lieux et monuments

### Patrimoine religieux

#### Église Saint-Médard
L'église paroissiale Saint-Médard romane date des XIIe et XIIIe siècles. Selon certains elle était attribuée au chapitre cathédral d'Angoulême, selon d'autres c'était un prieuré-cure de l'abbaye Saint-Ausone. Deux enfeus sont situés près de l'entrée au sud, dont l'un décoré de coquilles Saint-Jacques. Le plafond de la nef a été refait dans la seconde moitié du XIXe siècle. L'église a été restaurée dans les années 2000.

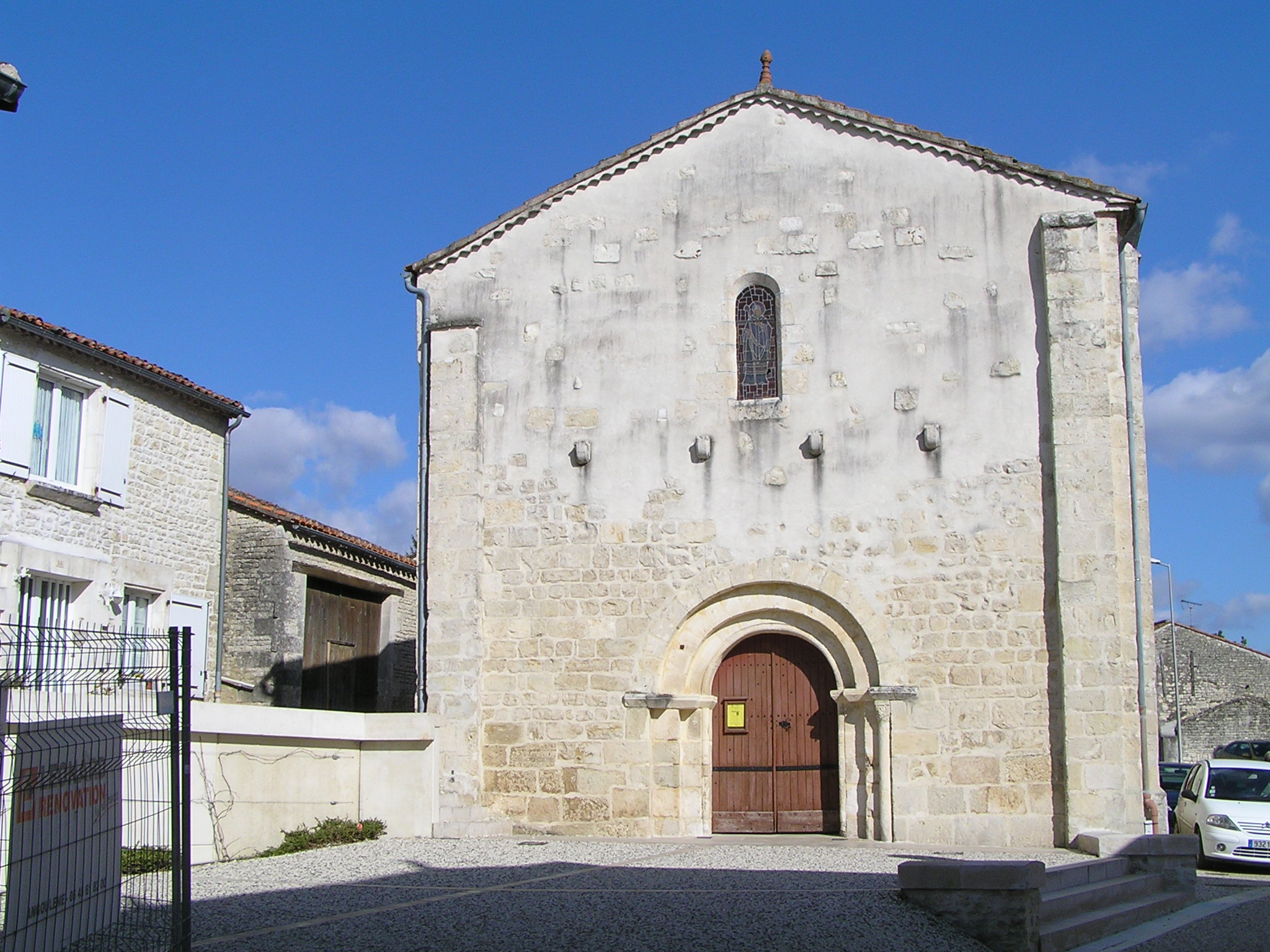
L'église Saint-Médard.
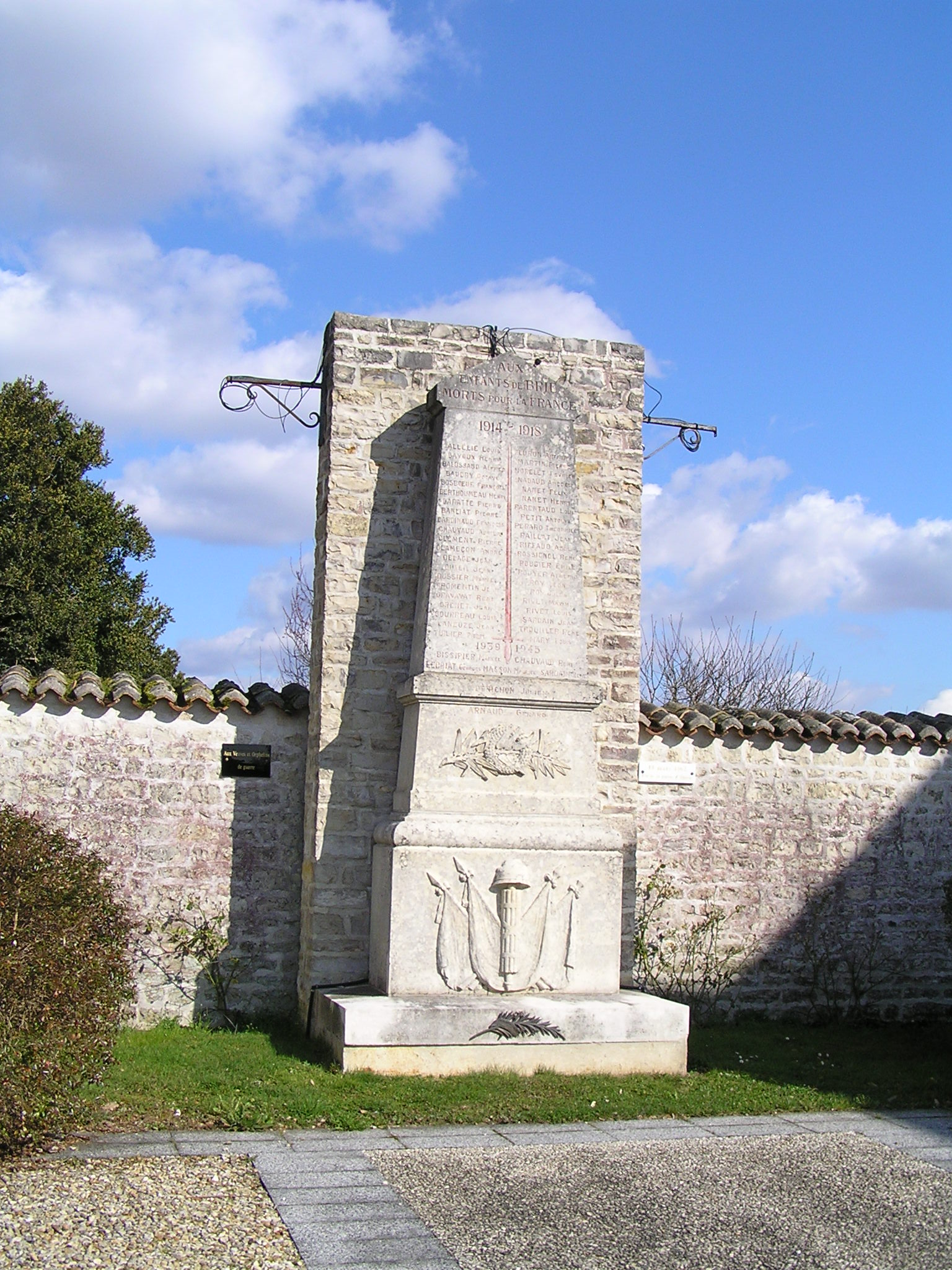
Le monument aux morts.

#### Chapelle Notre-Dame de La Braconne
Située au village des Frauds, cette chapelle de style néo-gothique fut construite en 1905 par une souscription et bénie en 1907. Deux vitraux représentent sainte Barbe, patronne des artilleurs, et saint Hubert, patron des chasseurs. Elle fut vendue en 2005 à un particulier, qui y organise parfois des expositions.

## Personnalités liées à la commune
- Joseph de Nesmond de Brie (1675-1751), officier de marine et aristocrate français
- Gustave Aucouturier (1902-1985), né à Brie, journaliste, normalien, rédacteur en chef de l'AFP.

## Héraldique
| Blason | Blasonnement : Écartelé : au 1er d’or à trois huchets contournés de sinople liés de gueules, au 2e de gueules à la fleur de tournesol au naturel, au 3e de gueules à l’arbre au naturel, au 4e de sinople à l’ancre d’or chargée en pointe de nombre « 515 » de sable et à la gazelle bondissante d’argent brochante. Commentaires : Blason de Brie. |